# Bedellia annuligera
Bedellia annuligera är en fjärilsart som beskrevs av Edward Meyrick 1928. Bedellia annuligera ingår i släktet Bedellia och familjen vindemalar. Inga underarter finns listade i Catalogue of Life.